# Список эпитетов Афины
Богиня Афина имела множество различных эпитетов, как связанных с её функциями, так и топонимических:

## Список
- Агелия (Агелейя; Ἀγελείη, Ἀγελεία, Ληῖτις, Λαφρία — «доставляющая добычу»)[1]. Имя Афины[2].
- Ἀγοραία — покровительница права и закона, судов и народных собраний[1].
- Ἀγραύλη, Ἄγραυλος — сельская[1].
- Ἀκραία, Ἀκρια — защитница акрополей[1].
- Алалкомена (Ἀλαλκομενηΐς, «защитница», либо от города Алалкомены в Беотии). Эпитет Афины[3][1].
- Алея (Ἀλέα — богиня убежищ). Эпитет Афины в Тегее[4][1].
- Алка. На македонских монетах изображалась Паллада Алкис, Ливий (Тит Ливий. История Рима) упоминает Афину Алкидемон[5].
- Арета. Богиня. Имя Афины[6] (см. Арета).
- Арея (Ἀρεία, «искупительница»). Эпитет Афины. Орест воздвиг ей жертвенник у Ареопага, спасшись от осуждения[7].
- Ассесия (Ἀσσησία). Эпитет Афины, от храма в городе Ассес рядом с Милетом[8].
- Ἀσία — от города Асии в Лакедемоне[1].
- Атритона (Ἀτρυτώνη, «несокрушимая»)[1]. (У Гнедича «необорная», у Жуковского «непорочная») Эпитет Афины.[9].
- Афана (Ἀθάνα). Имя Афины на эолийском диалекте. Архаические надписи Митилены говорят о Афане идейской. Атана-владычица упоминается в крито-микенских текстах[10].
- Ἀχαία[1].
- Боармия. Эпитет Афины[11].
- Бомбилея. Эпитет Афины в Беотии как изобретательницы флейты[12].
- Булайя (Βουλαία, «советная»)[1].
- Геллотия (Ἑλλωτία, «приобретательница»). Эпитет Афины[13]. Её праздник в Коринфе. Геллотии — праздник Европы на Крите[14].
- Гига. Эпитет Афины, по Гесихию[5].
- Гигиея. Эпитет Афины[15], жертвенник в Ахарнах[16].
- Гиппия. «Конная». В микенскую эпоху i-qe-ja (Конская?) — эпитет Потнии[17]. Эпитет Афины, жертвенник в Афинах[18]. Во время гигантомахии Афина погнала колесницу, запряженную парой коней, против Энкелада[19]. en:Hippeia
- Главкопида, «Светлоокая» (точнее, «совоокая», др.-греч. γλαυκῶπις) — её постоянный эпитет[1]. Свидетельствует о том, что в глубокой древности богиню представляли в виде совы (символ мудрости), которая позже стала священным животным афинского акрополя (отсюда поговорка «носить сов в Афины», др.-греч. κομίζω γλαύκας εἰς Ἀθήνας — делать лишнее дело).
- Гомолоида. Эпитет Афины[20].
- Горгофона (Горгоноубийца). Эпитет Афины[21].
- Ἑλλωτίς, Ἑλλώτία — имя в Коринфе[1].
- Ἐργάνη — богиня искусств и ремесел[1].
- Илионская (Ἰλιάς)[1]. «В Риме, Лавинии, Лукерии и в Сиритиде Афина называется Илионской, как если бы она была перенесена из Трои»[22].
- Итонида, Итония. (Ἰτωνίς, Ἰτωνία). Эпитет от Итона в Фессалии[1][23].
- Кидония. Эпитет Афины[24].
- Киссея. Эпитет Афины в Эпидавре[25].
- Кория. (Κορία, «девственная»). См. Мифы Аркадии.
- Λαοσσόος — возбуждающая к борьбе[1].
- Лонгатида. Эпитет Афины[26].
- Малида. Эпитет Афины[27].
- Недусия. Эпитет Афины[28].
- Ника. «Победительница»[29][1]. Эпитет Афины.
- Ὀβριμοπάτρη — дочь сильного отца, Зевса[30][1].
- Онка, Онкайя (Ὄγκα). Эпитет Афины в Фивах. По мнению Павсания, финикийское имя[31][32].[1].
- Ὀξυδερκής — дальнозоркая[1].
- «Паллада» (греч. Παλλάς, вероятно от греч. πάλλω, «сотрясать [оружием]») — победоносная воительница, или Полиа́да (греч. Πολιάς, «покровительницы городов и государств»).
- Παναχαΐς[1].
- Пандроса («всевлажная») и Аглавра («световоздушная»), или Агравла («полебороздная»). Имена дочерей царя Кекропа, с которыми отождествлялась Афина.
- Парфенос[33]. Имя Афины, отсюда название Парфенон[34].
- Пеония. «Целительница». Эпитет Афины[35].
- Πυλαῖτις, Κληδοῦχος — привратница, хранительница ключей[1].
- Полиада (Городская). Эпитет Афины. В её храме складное кресло работы Дедала. Ей служат две «аррефоры»[36]. Не прикасается к свежему сыру аттического изготовления, ест только привезенный из чужой страны[37].
- Полиухос. «Градодержица, Градозащитница». Эпитет Афины на Хиосе[38][1][39].
- Προμαχόρμα — защитница гаваней[1].
- Промахос («передовой боец»). Эпитет Афины[40][1].
- Пронойя (Προναία, Πρόνοια). «Промыслительница, Провидящая» (точнее Пронайя) Эпитет Афины в Дельфах[41] и на Делосе[42][1].
- Σάλπιγξ — изобретательница флейты[1].
- Силланийская. Эпитет Зевса и Афины в Спарте[43].
- Сотейра (Спасительница), как богиня здоровья (Ὑγίεια, Παιωνία)[1].
- Τελχινία — Эпитет Афины в Беотии[1].
- Тритогенея. (Тритогения.) Эпитет Афины[44]. Ибо родилась на третий день[20].
- Также «Тритонида» или «Тритогенея» (из-за места рождения из головы Зевса у озера Тритон в Ливии), «Пестровидная змея».
- Тритония (Τριτώ, Τριτωνίς, Τριτογένεια, Τριτογενής), вообще везде где встречается имя Тритон, и у одноименных водоёмов, где были места её почитания[1]. Имя Афины[45].
- Фратрия (Братская).
- Халкиойка (Χαλκίοικος). «Меднодомная», «обитающая в медном храме». Эпитет Афины[46], храм в Спарте, начатый Тиндареем[47][1]. Существовал при Харилае[48]. См. микен. ka-ko «халкос, бронза», ka-ke-u «халкей, кузнец»[49].
- Эргана. «Труженица/Работница». Эпитет Афины[50], за то, что она изобрела флейту и ремесла[51]. Афиняне первые стали её почитать под этим именем[52]. Храм в Спарте[53]. Ей посвящён петух[54].
- Этоноя. Имя Афины[55].